# Marshallees
De Marshallese taal (Marshallees: Kajin M̧ajeļ) of Ebon is de taal van de Marshalleilanden en Nauru in Oceanië (Stille Zuidzee).
Er zijn twee dialecten: Rälik en Ratak.
Het volkslied van de Marshalleilanden, Forever Marshall Islands, is in het Marshallees.

## Alfabet
```
A Ā B D E I J K L Ļ M M̧ N Ņ N̄ O O̧ Ō P R T U Ū W
a ā b d e i j k l ļ m m̧ n ņ n̄ o o̧ ō p r t u ū w 

```